# Van Everdingen
van Everdingen är en holländsk målarfamilj, av vars medlemmar de märkligaste var:
- Cesar van Everdingen
- Allart van Everdingen

Efternamnet bars även av:
- Ewoud van Everdingen